# Letná-Karussell

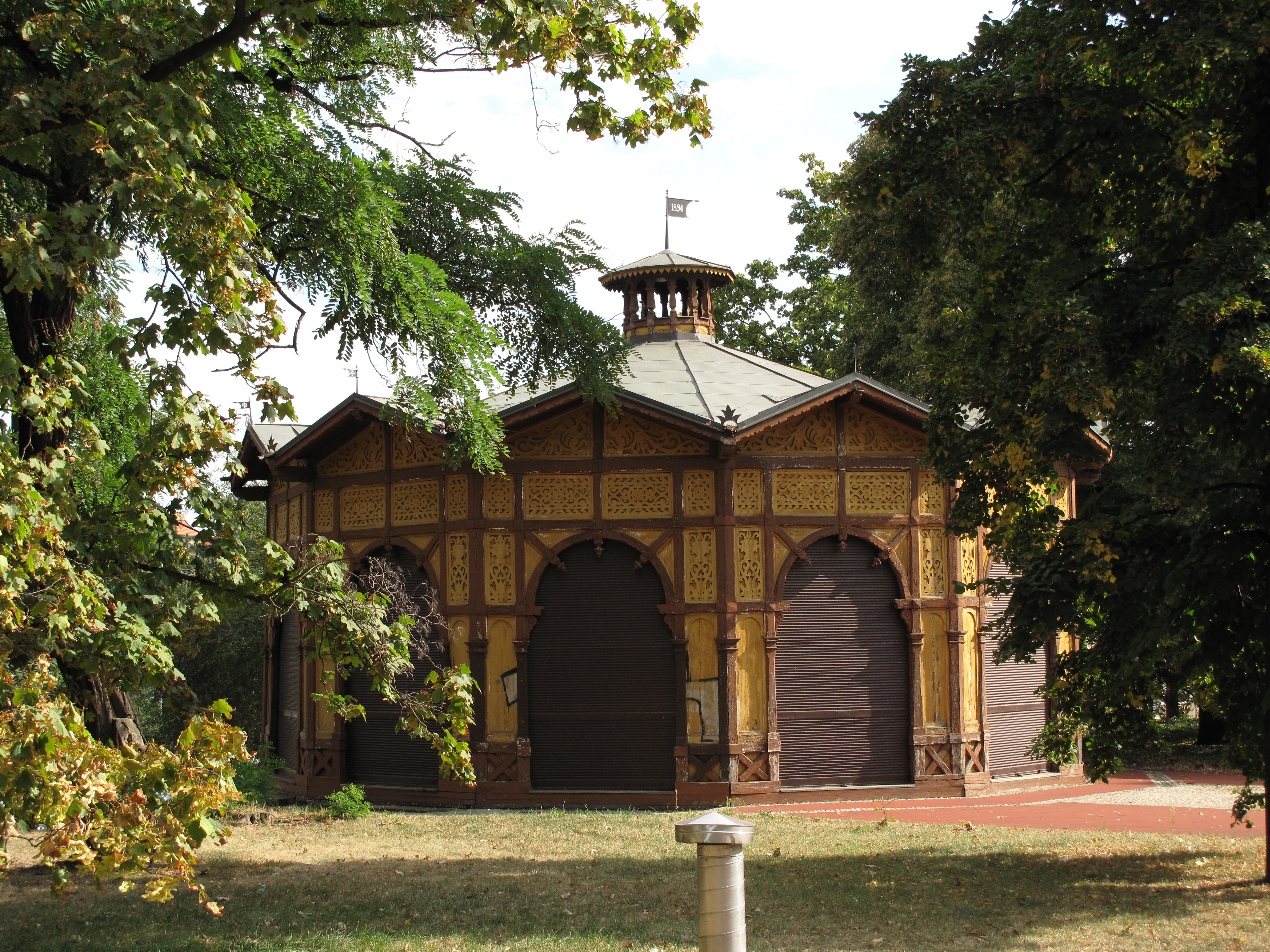
Das Karussell steht seit 1894 im Letná-Park

Das Letná-Karussell (Letenský kolotoč), auch Karussell von Vinohrady im Letná-Park in Prag ist laut dem Technischen Nationalmuseum Prag das älteste erhaltene Karussell in Europa.

## Geschichte

### Errichtung
Den Auftrag zum Bau des Karussells erteilte Josef Nebeský, errichtet wurde es 1892 von dem Zimmermann Matěj Bílek, der in Vinohrady lebte. Das in einem zwölfeckigen hölzernen Pavillon mit einem Durchmesser von zwölf Metern untergebrachte Karussell war zunächst mit 21 lebensgroßen Pferdefiguren ausgestattet, die mit echtem Pferdefell bezogen waren, und konnte auch von Erwachsenen benutzt werden. Wohl in den 1930er Jahren wurden vier Autos hinzugefügt, von denen zwei aus Holz und zwei aus Metall angefertigt wurden. Zu dem Karussell gehörte auch ein Orchestrion, das allerdings 1994 gestohlen wurde. Der Antrieb erfolgte zunächst per Hand. In den späten 1890er Jahren erhielt das Karussell einen elektrischen Antrieb.
Das Fahrgeschäft war zunächst nur als Provisorium gedacht und stand neben dem Gasthaus „Na Kravíně“ in Vinohrady. 1894 zog es in den Letná-Park im 7. Stadtbezirk um, wo es über hundert Jahre lang – vom 11. Juli 1894 bis zum 17. November 2004 – in Betrieb bleiben sollte, obwohl ursprünglich wegen des provisorischen Charakters des Fahrgeschäfts nicht einmal eine Baubewilligung erteilt werden musste. Diese wurde erst nach dem Umzug fällig und erteilt. Auch im Letná-Park stand das Karussell wieder neben einer Gaststätte. Es wurde schnell zum beliebten Ausflugsziel, zumal es sowohl mit der Letná-Standseilbahn als auch mit der elektrischen Straßenbahn, die seit 1891 existierte, erreicht werden konnte.

### Restaurierung
Das Karussell überdauerte die kommunistische Ära und blieb bis 2004 in Privatbesitz. Dann ging es in den Besitz des unweit des Letná-Parks gelegenen Technischen Nationalmuseums über und wurde zwecks Generalsanierung geschlossen.
Die Reparatur der Rollläden, mit denen der Pavillon geschlossen werden kann, stellte keine größere Herausforderung dar, wohl aber die der Pferde. Die geschätzten Kosten von mindestens 217 000 Euro versuchte man durch Spendenaktionen zusammenzubekommen, nachdem die Europäische Union keine Unterstützung gewährte. Schwierig gestaltete sich auch die Restaurierung der Pferde. Über die Holzkonstruktion war ursprünglich jeweils eine am Stück abgezogene Pferdehaut gespannt worden. Laut Projektkoordinator Bilík wurde bei der Erbauung des Karussells extra eine Herde von Pferden zu diesem Zweck geschlachtet und enthäutet, was im 21. Jahrhundert nicht mehr vorstellbar war. Die Restauratoren mussten jeweils warten, bis irgendwo ein passendes Pferd getötet wurde, dessen Haut verwertbar war. Auch die ursprünglichen Reitsättel mussten aus Sicherheitsgründen ersetzt werden.
Am 12. Juli 2022 wurde das generalsanierte Karussell wieder für Besucher geöffnet.